# Vitez Malte (slobodno zidarstvo)
Vitez Malte (engl. Knight of Malta) je visoki stupanj u slobodnom zidarstvu te red koji djeluje u sastavu Ujedinjenih vjerskih, vojnih i masonskih redova Hrama i svetog Ivana od Jeruzalema, Palestine, Rodosa i Malte.
Kandidati koji žele pristupiti Redu moraju prethodno biti vitezovi templari, a posjedovanje stupnja Malte predstavlja uvjet za izbor u dužnost predstojnika templarskog priorata.

## Podrijetlo
Red vitezova bolničara svetog Ivana u Jeruzalemu (Ivanovci) osnovan je početkom 12. stoljeća, s prvotnom svrhom pružanja skrbi siromašnim i unesrećenim hodočasnicima u Svetu Zemlju. Nakon što su islamske snage ponovno osvojile ta područja, Red je svoju djelatnost nastavio na otocima Rodosu, a zatim i na Malti, gdje je stekao svoju najveću povijesnu prepoznatljivost.

## Povijest
Unutar slobodnog zidarstva, malteški stupanj razvio se u ranoj fazi kao pridruženi red templarskom viteškom redu slobodnih zidara. Glavna ceremonija tog stupnja prethodi kratkom uvodnom stupnju naziva Vitez svetog Pavla, a kroz simboliku i ritual evocira dugu i slavnu povijest Reda tijekom njegova prijelaza iz Palestine preko Rodosa sve do Malte.